# Klungkung
Klungkung – miasto w Indonezji, na wyspie Bali. W 2004 roku liczyło 50 326 mieszkańców.